# Fritiof Andersson (sång)
Fritiof Andersson med inledningsorden "En sjöman ifrån Sverige han for sig till fjärran land på skeppet Ann-Charlott från Hellvikstrand." är den första visan av Evert Taube som handlar om sjömatrosen Fritiof Andersson. Den publicerades 1919 i vissamlingen Sju sjömansvisor och Byssan Lull.
Enligt Evert Taube skrevs sången på en restriktionskrog i Stockholm. Senare sjöng han den för sina vänner på krogen Den Gyldene Freden. Där befann sig även Svenska Akademiens ständige sekreterare Erik Axel Karlfeldt som lär ha utbrustit: "Sådana visor kan man inte dikta – de uppstår ur folkdjupet."
Karlfeldt hade själv prövat på genren i sin dikt om en av Fritiof Anderssons föregångare, sjömannen Svarta Rudolf. I sången om Fritiof Anderssons äventyr har Taube i fem verser komprimerat en skröna med ett myller av personer och osannolika händelser i Buenos Aires. Berättelsen får 1929 en fortsättning i visan Jag är fri, jag har sonat.